# Kubok SSSR 1990-1991
La Kubok SSSR 1990-1991 fu la 50ª edizione del trofeo. Vide la vittoria finale della CSKA Mosca, che così conquistò il suo quinto titolo.

## Formula
Fu confermata la formula della precedente edizione i turni con gare di andata e ritorno furono utilizzati per i sedicesimi e gli ottavi di finale, mentre per i restanti turni (tutti ad eliminazione diretta) si giocava una gara unica; in caso di parità si ricorreva ai tempi supplementari; in caso di ulteriore parità venivano calciati i tiri di rigore; nel caso di gare di andata e ritorno valeva la regola dei gol fuori casa.
Le squadre partecipanti furono 80 ed erano previsti in tutto sette turni: i primi due turni erano su gare di sola andata ed erano riservate a tutte le 22 squadre che nel 1990 militavano in Pervaja Liga e 42 della Vtoraja Liga. Dai sedicesimi entravano in gioco le 16 squadre che militavano in Vysšaja Liga nel 1990, che disputavano l'andata in casa.

## Risultati

### Primo turno
Gara unica: tutte le partite furono disputate il 14 aprile 1990.
| Squadra 1              | Risultato             | Squadra 2           |
| ---------------------- | --------------------- | ------------------- |
| So'g'diyona            | -                     | Kuzbass Kemerovo    |
| Okean                  | -                     | Zvezda Irkutsk      |
| Novbahor Namangan      | -                     | Neftçi Baku         |
| Mašuk Pjatigorsk       | -                     | Dinamo Batumi       |
| K'olkheti-1913 Poti    | -                     | Sanavardo Samtredia |
| Kolheti Hobi           | -                     | Dinamo Stavropol'   |
| Drogobych              | 2 – 1                 | Metalurh Zaporižžja |
| Zvezda Perm'           | 5 – 0                 | Fakel Voronež       |
| Zenit Iževsk           | 2 – 0                 | Kuban'              |
| Vorskla                | 0 – 0 (dts) (dcr)     | Nyva Vinnycja       |
| Volyn'                 | 1 – 2                 | Tavrija             |
| Volgar' Astrachan'     | -                     | Kutaisi             |
| Uralmaš                | 1 – 0                 | Lokomotiv Gor'kij   |
| Celïnnïk Celinograd    | 3 – 2                 | Dinamo Barnaul      |
| Traktor Pavlodar       | 2 – 0                 | Paxtakor            |
| Torpedo Vladimir       | 3 – 0                 | Sokol Saratov       |
| Torpedo Rjazan'        | 1 – 2                 | Šinnik              |
| Terek Groznyj          | 1 – 1 (dts) (4-3 dcr) | Spartak Vladikavkaz |
| Tekstil'ščik Kamyšin   | 8 – 1                 | Kotayk'             |
| SKA Rostov             | 3 – 2                 | Dinamo Sukhumi      |
| SKA Odessa             | 0 – 0 (dts) (2-4 dcr) | Zenit Leningrado    |
| Neftyanik Fergana      | 4 – 0                 | Geolog Tjumen'      |
| Metallurg Lipeck       | 3 – 0                 | Rostsel'maš         |
| Meliorator Şımkent     | 2 – 0                 | Qairat              |
| Kryl'ja Sovetov Samara | 1 – 1 (dts) (3-5 dcr) | Gastello Ufa        |
| Karpaty                | 2 – 1                 | Nistru Kišinëv      |
| Dinamo Brjansk         | 1 – 1 (dts) (3-5 dcr) | Lokomotiv Mosca     |
| Daugava Rīga           | 2 – 0                 | Baltika             |
| Bukovyna Černivci      | 2 – 0                 | Nyva Ternopil'      |
| Alga Frunze            | 2 – 1                 | Vachš               |
| Kremin' Kremenčuk      | 1 – 0                 | Tiras Tiraspol      |
| Cement Novorossijsk    | 2 – 0                 | Zorja               |

### Secondo turno
Gara unica: tutte le partite furono disputate tra 2 (giorno, tra l'altro, della finale della precedente edizione) e il 9 maggio 1990.
| Squadra 1            | Risultato             | Squadra 2           |
| -------------------- | --------------------- | ------------------- |
| Celïnnïk Celinograd  | -                     | So'g'diyona         |
| Traktor Pavlodar     | -                     | Okean               |
| Mašuk Pjatigorsk     | -                     | -                   |
| Karpaty              | -                     | Kremin' Kremenčuk   |
| Gastello Ufa         | -                     | Zvezda Perm'        |
| Dinamo Stavropol'    | -                     | Terek Groznyj       |
| Zenit Leningrado     | 1 – 0                 | Vorskla             |
| Tekstil'ščik Kamyšin | 6 – 0                 | Volgar' Astrachan'  |
| Tavrija              | 3 – 1 (dts)           | Bukovyna Černivci   |
| SKA Rostov           | 2 – 0 (dts)           | Cement Novorossijsk |
| Šinnik               | 1 – 0                 | Metallurg Lipeck    |
| Novbahor Namangan    | 1 – 2                 | Alga Frunze         |
| Neftyanik Fergana    | 6 – 0                 | Meliorator Şımkent  |
| Daugava Rīga         | 4 – 1                 | Drogobych           |
| Zenit Iževsk         | 0 – 0 (dts) (2-4 dcr) | Uralmaš             |
| Lokomotiv Mosca      | 3 – 1                 | Torpedo Vladimir    |

### Terzo turno
Turno disputato su gare di andata e ritorno: le partite di andata furono disputate tra il 29 giugno e il 14 luglio 1990, mentre quelle di ritorno tra il 17 e il 18 luglio 1990.
| Squadra 1            | Totale          | Squadra 2        | Andata | Ritorno     |
| -------------------- | --------------- | ---------------- | ------ | ----------- |
| Šinnik               | -               | Guria Lanchkhuti | -      | -           |
| Lokomotiv Mosca      | -               | Žalgiris         | -      | -           |
| Dinamo Stavropol'    | -               | Dinamo Tbilisi   | -      | -           |
| Uralmaš              | 5 - 5 (4-2 dcr) | CSKA Pamir       | 3 - 2  | 2 - 3 (dts) |
| Zenit Leningrado     | 1 - 4           | Torpedo Mosca    | 1 - 2  | 0 - 2       |
| Tavrija              | 1 - 4           | Dinamo Mosca     | 1 - 0  | 0 - 4       |
| Traktor Pavlodar     | 2 - 7           | Dinamo Minsk     | 2 - 3  | 0 - 4       |
| Mašuk Pjatigorsk     | 1 - 4           | Čornomorec'      | 1 - 1  | 0 - 3       |
| Celïnnïk Celinograd  | 1 - 4           | Šachtar          | 0 - 2  | 1 - 2       |
| Gastello Ufa         | 3 - 2           | Rotor            | 3 - 1  | 0 - 1       |
| Alga Frunze          | 2 - 5           | Dnepr            | 2 - 1  | 0 - 4       |
| Daugava Rīga         | 2 - 5           | Spartak Mosca    | 2 - 0  | 0 - 5       |
| Karpaty              | 2 - 2 (gfc)     | Metalist         | 0 - 1  | 2 - 1       |
| Neftyanik Fergana    | 1 - 5           | CSKA Mosca       | 0 - 2  | 1 - 3       |
| Tekstil'ščik Kamyšin | 1 - 7           | Dinamo Kiev      | 0 - 0  | 1 - 7       |
| SKA Rostov           | 1 - 7           | Ararat           | 1 - 2  | 0 - 5       |

### Ottavi di finale
Turno disputato su gare di andata e ritorno: le partite di andata furono disputate tra l'8 e il 12 settembre 1990, mentre quelle di ritorno tra il 30 settembre 1990 e il 7 marzo 1991.
| Squadra 1            | Totale | Squadra 2       | Andata | Ritorno |
| -------------------- | ------ | --------------- | ------ | ------- |
| Tekstil'ščik Kamyšin | -      | Ararat          | 1 - 1  | -       |
| Gastello Ufa         | 1 - 4  | Uralmaš         | 1 - 2  | 0 - 2   |
| Dinamo Mosca         | 2 - 3  | Spartak Mosca   | 1 - 1  | 1 - 2   |
| Torpedo Mosca        | 5 - 1  | Karpaty         | 2 - 0  | 3 - 1   |
| Dinamo Stavropol'    | 1 - 2  | Čornomorec'     | 1 - 0  | 0 - 2   |
| Dinamo Minsk         | 4 - 2  | Šachtar         | 3 - 1  | 1 - 1   |
| CSKA Mosca           | 6 - 3  | Dnepr           | 4 - 1  | 2 - 2   |
| Šinnik               | 0 - 3  | Lokomotiv Mosca | -      | 0 - 0   |

### Quarti di finale
Le partite furono disputate in gare di sola andata il 19 e il 20 marzo 1991.
| Squadra 1       | Risultato             | Squadra 2     |
| --------------- | --------------------- | ------------- |
| Torpedo Mosca   | 0 – 0 (dts) (3-1 dcr) | Spartak Mosca |
| Ararat          | 1 – 0                 | Čornomorec'   |
| CSKA Mosca      | 4 – 1                 | Dinamo Minsk  |
| Lokomotiv Mosca | 2 – 0                 | Uralmaš       |

### Semifinali
Le partite furono disputate in gare di sola andata il 17 aprile 1991.
| Squadra 1       | Risultato             | Squadra 2  |
| --------------- | --------------------- | ---------- |
| Torpedo Mosca   | 0 – 0 (dts) (7-6 dcr) | Ararat     |
| Lokomotiv Mosca | 0 – 3                 | CSKA Mosca |

### Finale
| Mosca 2 maggio 1991, ore ?:?                                                   | CSKA Mosca | 3 – 2 [http://www.klisf.info/numeric/index.app?cmd=match&lang=ru&id=244388044519555 referto] | Torpedo Mosca | Stadio Centrale Lenin (37.000 spett.) |
| \| \| \| \| \| Korneev 45’, 67’ Sergeev 80’ \| Marcatori \| 43’, 75’ Tiškov \| |            |                                                                                              |               |                                       |
|                                                                                |            |                                                                                              |               |                                       |
| Korneev 45’, 67’ Sergeev 80’                                                   | Marcatori  | 43’, 75’ Tiškov                                                                              |               |                                       |